# Odenville
Odenville est une ville américaine située dans le comté de Saint Clair en Alabama.
Selon le recensement de 2010, Odenville compte 3 585 habitants. La municipalité s'étend sur 13,63 milles carrés (35,3 km2), dont 13,55 milles carrés (35,09 km2) de terres.
En 2007, les habitants de la ville voisine de Branchville votent en faveur de leur rattachement à Odenville, qui annexe Branchville dans les mois qui suivent.

## Démographie
| 1920 | 1930 | 1940 | 1950 | 1960 | 1970 |
| ---- | ---- | ---- | ---- | ---- | ---- |
| 375  | 318  | 347  | 302  | 300  | 533  |

| 1980 | 1990 | 2000  | 2010  | - | - |
| ---- | ---- | ----- | ----- | - | - |
| 724  | 796  | 1 131 | 3 585 | - | - |